# Andrea Constand
Andrea Erminia Constand (Toronto, 11 aprile 1973) è un'ex cestista canadese.

## Carriera
Ha giocato in Serie A1 italiana con Alcamo e PCR Messina.

### Il caso Cosby
Nel 2006 è salita alla ribalta mediatica in America, quando ha denunciato pubblicamente lo stupro - facilitato dalla somministrazione abusiva di sostanze stupefacenti - da parte del noto attore comico statunitense Bill Cosby, avvenuto nel 2004 in una casa di Filadelfia di proprietà dello stesso Cosby.
L'accusa della Constand ha poi indotto almeno una cinquantina di altre donne a denunciare atti di libidine violenta e molestie sessuali di vario genere, spesso coniugate alla forzata assunzione di droghe, da parte dell'attore. Il 30 dicembre 2015 il processo penale a carico di Cosby per il caso Constand ha portato all'emissione da parte del prosecutor di un mandato d'arresto nei confronti del popolare attore.